# Ken Gipson
Ken Gipson (Ludwigsburg, 24 de fevereiro de 1996) é um futebolista profissional alemão que atua como defensor.

## Carreira
Ken Gipson começou a carreira no VfB Stuttgart.